# Azotobacter chroococcum
Azotobacter chroococcum é uma espécie de bactéria diazotrófica gram-negativa capaz de fixar o nitrogênio enquanto cresce aerobicamente. Foi descoberta em 1901 por Martinus Beijerinck.